# Roca Roja (Castellar de n'Hug)
La Roca Roja és una muntanya de 1.341 metres que es troba al municipi de Castellar de n'Hug, a la comarca catalana del Berguedà.